# ロマーノ・クリストフ
ロマーノ・クリストフ（Romano Kristoff　本名Francisco Xavier Garcia Pena　1951年-）は、スペインのセゴヴィア出身の映画俳優、監督、脚本家。主に1980年代初頭から1990年代にかけてフィリピンで製作されたアクション映画のタフな主役として活躍した。フィリピン・ロケの作品群で活躍した欧米人俳優の代表格だったことからフィリピン・アクション・ギャングと呼ばれている。日本国内に於ける宣伝文句ではポスト、ジャン＝クロード・ヴァン・ダムだと呼ばれたこともある。
クレジット表記では、ロム・クリストフ  (Rom Kristoff) 表記が一番多く、ロン・クリストフ (Ron Kristoff)、ラン・クリストフ(Run Kristoff)、ロン・クラストフ (Ron Krastoff) とクレジットされることもある。日本ではごく一部のマニアには｢ロムクリ｣と呼ばれている。

## 来歴

### 初期の活動
1970年代から西ドイツでモデル活動の後に映画出演し、1980年からはフィリピンを拠点とした活動を始める。当初はスタントマンや空手の黒帯(修交会)の技量を生かして擬斗指導を務めたりした。役が付き始めた最初期の『悦びの島』(1980年/未ソフト化)ではロマーノ・ヴェラスケス (Romano Velasquez) とクレジットされた。ロマーノ・クリストフと初めてクレジットされた『ブルース・リの復讐の血』(1980年/未ソフト化)ではブルース・リと対決する大役を演じ、後に盟友関係となる渡辺ケンやドン・ゴードン・ベルとも共演した。また、アントニオ・マルゲリーティ（ここではアンソニー・M・ドースンの変名を使用）監督のベトナム戦争物のイタリア映画『戦場の謝肉祭』(1980年/未/ビデオ)と『トルネード』（クリストフの出演場面は『戦場の謝肉祭』のストック・フッテージの流用）(1983年/未/ビデオ)にも出演しているが、クレジットされなかった。

### シルヴァー・スター・フィルム社の看板スターとして
1983年にはK・Y・リムが主宰する香港資本系のシルヴァー・スター・フィルム社の『地獄の報酬/ベトナム捕虜救出作戦』(1983年/未/ビデオ)では5人の主役(リチャード・ハリスン、ジム・ゲインズ、ドン・ゴードン・ベル、マイケル・ジェームズ)の一人に抜擢され、アクション・スターの道を歩む。共演したゴードン・ベルとは友人の間柄である。
その後、同社の『明日なき最前線/スラッシュ』(1984年/未/ビデオ)､『ニンジャ刑事/ダブル・エッジ』(1985年/未/ビデオ)､『地獄の戦士/ブラック・ファイアー』(1985年/未/ビデオ)と立て続けに主演し、『ニンジャウォリアーズ』(1985年/未/ビデオ)では『戦場のサムライ』(1985年/未/ビデオ)のワンマン・アクション・スターのロン・マルチーニと対決する敵役を演じ、『ニンジャ・フォース』(1984年/未/ビデオ)では主演とテディー・ページ(テディー・チウの変名)と共同で監督を務め、名実共に看板スターに成長した。当時はジョン・ゲール(ジュン・ガラルドの変名)とページが専属の監督で、マイク・モンティやジム・ゲインズ、ポール・ヴァンス、ジェリー・ベイリー、ロニー・パタースンらが常連の共演者だった。

### 国際スターを目指して
1985年にはマカロニ・ウェスタンの名匠として知られるイタリアのフェルディナンド・バルディがテッド・カプランの変名で監督したベトナム戦争物『地獄のファイター/炎の脱出』(未/ビデオ)に主演級で出演するが、助演的なポジションだった。主演のダニエル・ステファンは空手黒帯の持ち主でもある。また、友人であるドン・ゴードン・ベルがドン・ゴードン名義で脇役出演している。
翌1986年にはシルヴァー・スター・フィルム社でも共演歴のあるリチャード・ハリスンが監督と主演した『テラー・フォース・コマンド』(未ソフト化)では助演で、脚本と助監督を担当した。イタリアとカメルーンの合作で、現地のスター俳優で監督でもあるアルフォンス・ベニと『コマンドー・インベイジョン』(1985年/未/ビデオ)でシルヴァー・スター・フィルム社と縁のあるゴードン・ミッチェルらと共演した。因みに、ベニはハリスン同様に香港のIFDのニンジャ映画やアクション映画にも出演している。
北朝鮮でロケを行なったイタリア映画『情無用の戦士』(1987年)では『炎の戦士/ストライカー』(1987年)のフランク・ザカリーノと『サンダー』シリーズ(未/ビデオ)のマーク・グレゴリー、『SFコンクエスト/魔界征圧』(1983年/未/ビデオ)のサブリナ・シアーニ共演、『バイオレンス・ハンター/黄金の謎』(1988年)ではピーター・フートンと再びグレゴリーと共演したが、どれも助演の域を脱していないものだった。尚、両作品はバルディがカプラン名義で監督した。因みに、『情無用の戦士』には北朝鮮へ亡命した米軍軍人のチャールズ・ロバート・ジェンキンスも博士役(クレジットなし)で出演していた。
当時は映画スターとしてステップアップを狙って国際的なマーケットでも知名度のあるスターと共演したが、結果的には成功したとは言えず、再び小プロダクションの主演者に戻るのだった。

### スタッフとしての紆余曲折
インターネット・ムービー・データベースによると香港資本の『サバイバル・ジャングル/失われた黄金』（1982年/未/ビデオ）では豪州出身のアラン・バーキンショウ監督の助監督として付いたとあるが、日本で発売されたビデオ・ソフト版（ベストロン）にはクレジットされていない。因みに、この作品には音楽のフランチェスコ・デ・マージを始めとするイタリアのスタッフも参加しているために日本ではイタリア映画として紹介されている。
前述の『ニンジャ・フォース』では共同監督と原案と脚本を担当した。また、イタリアのロマーノ・スカヴォリーニ監督のベトナム戦争物『バトル・ウォーズ』(1986年/未/ビデオ/テレビ放映)では脇役出演ながらも第2助監督を務めた。
『ニンジャ・フォース』などで共演した渡辺ケンが監督した『地獄へのパスポート』(1988年/Vシネマ)では脚本を担当したとビデオ・ソフトのジャケットに記載されていたが、クレジットされていない。因みに、クリストフは出演せず、デーヴィッド・ライトが主演した。
和田勉監督による日本&フィリピンの合作映画『ハリマオ』(1988年)では出演はしていないが、日本公開版では製作管理としてクレジットされている。尚、インターネット・ムービー・データベースでは共同製作だと記載されている。

### 1990年代の動向
暫く出演が途切れていたが、久々に主演したのは渡辺ケン監督の『ブルドッグ』(1991年)で、倉田保昭とリチャード・ハリスンとの共演だった。この頃のクリストフは額に傷痕が目立つ様になっていた。同年にはフィリピンでロケを行なった東映Vシネマ『暗黒街の勲章/マニラ極道戦争』(宮越澄監督作品)では名高達男とロバート・マリウス、秋本奈緒美、風見しんごと共演したが、外国人俳優の台詞は日本語に吹き替えられていた。また、東映Vエロチカと称されるお色気物『マニラエマニエル夫人/魔性の楽園』と続編『マニラエマニエル夫人/危険な楽園』(共に1992年)(監督は新村良二)では横須賀昌美とベッド・シーンも演じた。以上の東映Vシネマは渡辺が製作としてクレジットされている。
この後、1998年までは活動が途切れている。現在最後の映画出演となっている『ドゥームズデイヤー』(2000年/未/ビデオ)では脇役で、ジョー・ララやウド・キア、ブリジット・ニールセンが出演している。

## フィルモグラフィ
1981年
- 『カラテ・ガール』(未/ビデオ)(クレジットなし)（東映/東北新社から発売済み）シリオ・H・サンティアゴ監督

1982年
- 『サバイバル・ジャングル/失われた黄金』(未/ビデオ)（ベストロン/ポニーから発売済み）(擬斗指導、助監督)アラン・バーキンショウ監督、ステュアート・ホイットマン、エドマンド・パードム出演

1983年
- 『復讐!炎のコマンド』(未/ビデオ)(カメオ出演)（日本コロムビアから発売済み）テディー・ページ監督、リチャード・ハリスン出演
- 『マッド・ドッグ2』(未ソフト化) ジュン・ガラルド監督、ブルース・バロン出演

1984年
- 『地獄の特攻隊』(未/ビデオ)（東映/東北新社から発売済み）ジュン・ガラルド監督、ヴィック・ヴァルガス、リチャード・ハリスン、アンソニー・アロンソ、ジム・ゲインズ、ドン・ゴードン・ベル出演

1987年
- 『ジャングル・ラッツ』(未/ビデオ)（CIC/ビクターから発売済み）アーヴィン・ジョンスン（テディー・ページ）監督、ジム・ゲインズ出演
- 『タフ・コップ/マイアミ・コネクション』(未/ビデオ)（日本コロムビアから発売済み）ドミニク・エルモ・スミス監督
- 『サンドー/地獄の勇者』(Vシネマ)（大陸書房から発売済み）渡辺ケン監督、マイク・モンティ出演

1990年
- 『クライム・ストッパー』(未ソフト化)

1991年
- 『エンジェル・イン・ザ・ダーク』(未ソフト化)